# Hurites yunxianicus
Hurites yunxianicus (лат.) — вид пещерных жуков-трехин, единственный представитель монотипического рода Hurites из семейства жужелицы (Carabidae). Эндемик Китая. Название вида происходит от типовой местности (Yunxian Dong). Родовое название состоит из слов «Hu+ rites», где «Hu» означает провинцию Хунань, что указывает на область распространения этого нового рода.

## Распространение
Китай (Хунань). Известен только из пещеры Yunxian Dong в уезде Лунхуэй (Longhui).

## Описание
Слепые троглобионты с длинными 11-члениковыми усиками и тонкими ногами. Длина 5,9 мм; ширина 1,9 мм. Тело относительно тонкое и удлинённое, все тело густо опушено, волоски длиннее на голове и переднеспинке и короче на надкрыльях и нижней поверхности; микроскульптурные гравированные сетки нечеткие; тело коричневое, но ротовой аппарат, пальпы и лапки бледные. Переднеспинка, включая мандибулы, короче надкрылий.
Hurites вероятно является членом комплекса Cimmeritodes Deuve, 1996, в частности, несколько похож на подрод Shimenrites Deuve & Tian, 2017, который также встречается в провинции Хунань. Однако он отличается от последнего: (1) ментум и субментум слиты у Hurites, а не разделены у Shimenrites; (2) срединная группа (5-я и 6-я поры) маргинального ряда чрезвычайно удалена друг от друга у Hurites, а не близка друг к другу у Shimenrites; (3) 1-я и 2-я протарсомеры самца изменены у Hurites, но обе простые у самца Shimenrites. Учитывая тот факт, что многие подроды Cimmeritodes должны рассматриваться как независимые роды в соответствии с филогенетическим анализом на основе молекулярных данных, мы хотели бы предложить Hurites в качестве нового рода, а не нового подрода. Вид был впервые описан в 2023 году китайскими энтомологами (Mingyi Tian, Sunbin Huang, Xinyang Jia; Department of Entomology, College of Plant Protection, South China Agricultural University, Гуанчжоу, Китай).